# São José
São José – miasto w Brazylii, w stanie Santa Catarina, ok. 8 km od Florianópolis.
W 2006 roku mieszkało tu 196 887 osób.
Przez miasto przebiega drogę krajową BR 101.
W mieście rozwinął się przemysł odzieżowy, metalurgiczny, drzewny  oraz spożywczy.